# Attilio Micheluzzi
Attilio Micheluzzi (* 11. August 1930 in Umag, Istrien; † 20. September 1990 in Neapel) war ein italienischer Comiczeichner.

## Leben
Nach Aufenthalten in Libyen, Senegal, Guinea und Mauretanien in jungen Jahren zeichnete er Mitte der 1970er Jahre seinen ersten bekannten Comic, Johnny Focus, welcher auch auf Deutsch erschien. Für die in Italien bekannte Albenreihe Un Uomo un’Avventura (dt.: Ein Mann ein Abenteuer) zeichnete er zwei Alben, wovon nur der erste auf Deutsch gedruckt wurde. Für den Verlag Dargaud zeichnete er ab 1984 die Abenteuerserie Air Mail um einen amerikanischen Postflieger der 1920er Jahre, gefolgt von dem kurz vor Beginn des italienisch-äthiopischen Krieges spielenden Comic Bab El-Mandeb für das Magazin Corto Maltese.
Seine besondere Bildaufteilung und seine im Panel integrierten Lautmalereien machten ihn zu einem Innovator des italienischen Comics.

## Alben
- Air Mail (Band 1–3, Carlsen Verlag 1987–1988)
- Bab El-Mandeb (Carlsen Verlag 1990)
- Ein Mann ein Abenteuer: Der Mann von Tanganjika (Feest 1993)

## Preise und Auszeichnungen
- 1980: Yellow Kid
- 1984: Prix Alfred